# Iso-Talas (sjö i Sonkajärvi, Norra Savolax, Finland)
Iso-Talas eller Talasjärvi är en sjö i Finland. Den ligger i kommunerna Sonkajärvi och Vieremä i landskapet Norra Savolax, i den centrala delen av landet, 400 km norr om huvudstaden Helsingfors. Iso-Talas ligger 197,7 meter över havet. Den är 2,3 meter djup. Arean är 29,9 hektar och strandlinjen är 3,17 kilometer lång. Sjön  ingår i Vuoksens huvudavrinningsområde.   I omgivningarna runt Iso-Talas växer i huvudsak blandskog.